# Mộ Dung Nạp
Mộ Dung Nạp (giản thể: 慕容纳; phồn thể: 慕容納; bính âm: Mùróng Nà, ? - ?), người Tiên Ti, là hoàng tử của hoàng đế Mộ Dung Hoảng nước Tiền Yên thời Ngũ Hồ thập lục quốc. Đồng thời, ông cũng là anh trai của hoàng đế Mộ Dung Đức, là phụ thân của hoàng đế Mộ Dung Siêu nước Nam Yên. Dưới thời Tiền Yên, ông được phong tước "Bắc Hải vương".
Sau khi Tiền Tần tiêu diệt Tiền Yên, phá Nghiệp Thành, đã phong cho Mộ Dung Nạp làm Quảng Hán thái thú, một số năm sau thì khứ quan. Sau đó, Mộ Dung Nạp cùng mẫu thân là Công Tôn phu nhân và thê là Đoàn phu nhân đến chỗ Mộ Dung Đức- đang làm thái thú tại Trương Dịch (張掖, nay thuộc Trương Dịch, Cam Túc). Khi Mộ Dung Đức thụ mệnh hoàng đế Phù Kiên của Tiền Tần theo quân đi nam chinh Đông Tấn, để lại một kim đao bái biệt mẫu thân Công Tôn thị.
Năm 383, Tiền Tần chiến bại trong trận Phì Thủy, Mộ Dung Thùy (anh trai Mộ Dung Nạp) thừa cơ khởi binh ở Sơn Đông, lập ra nước Hậu Yên, Trương Dịch thái thú là Phù Xương (苻昌) của Tiền Tần đã bắt giữ và giết chết Mộ Dung Nạp cùng tất cả nhi tử của Mộ Dung Đức và Mộ Dung Nạp đang ở Trương Dịch. Phu nhân của Mộ Dung Nạp là Đoàn thị bị đưa vào ngục do đang mang thai để chờ sau khi sinh sẽ xử tử, song bà đã được giải cứu và sinh hạ Mộ Dung Siêu.
Sau này, khi Mộ Dung Siêu kế vị Mộ Dung Đức làm hoàng đế Nam Yên, đã truy tôn Mộ Dung Nạp là "Mục hoàng đế".